# تازه ازدواج‌کرده
تازه ازدواج‌کرده یک فیلم کمدی عاشقانه به کارگردانی شاون لوی است که نویسنده اش سم هارپر بوده. این فیلم در ۱۰ ژانویه ۲۰۰۳ اکران شد. هنرپیشه‌های اصلی فیلم اشتون کاچر و بریتانی مورفی هستند.
در هفته اول نمایش فیلم ۱۷ میلیون دلار فروش کرد و در رتبه یک قرار گرفت و پس از آن برای ۴ هفته جز ۱۰ فیلم پرفروش باقی ماند.

## نقش ها
اشتون کاچر و بریتانی مورفی هنگام ساخت این فیلم یک زوج واقعی بودند. و بریتانی نمی توانست فرانسوی صحبت کند و مجبور بود خطوط فرانسوی خود را به صورت آوایی حفظ کند. همچنین این آخرین نقش بازیگری جرج گینز قبل از مرگ در 15 فوریه 2016 در سن 98 سالگی بود.

## پخش
قبل از فیلمبرداری از صحنه با اتومبیل مدفون در برف، بریتانی مورفی و اشتون کوچر با یکدیگر مشاجره کردند که به آنها کمک کرد بدون اینکه بخندند صحنه به صحنه فیلمبرداری را پشت سر بگذارند. و بعد از آن اتومبیلی که تام برای جلب توجه راننده اش به آن گلوله برفی می زند ، یک مرسدس بنز D200 مدل 1966 بود. همچنین ماشین تام یک دوج چلنجر مدل سال 1970 است.

## اشتباهات فیلم
- هنگامی که سارا به همراه پیتر برای نوشیدن در ماشین هستند، مناظر بیرون ماشین با آنچه از پنجره پشت از نمای داخلی ماشین نشان داده می شود متفاوت است.

- در ابتدای فیلم ، سارا به سمت مردی  می افتد که قهوه را روی پیراهن او می ریزد.اما چند ثانیه بعد ، پیراهن او هیچ لکه ای ندارد.

- به نظر می رسد ایستگاه رادیویی که تام در آنجا کار می کند یک استودیوی ضبط است ، نه یک ایستگاه پخش.

- هنگامی که سارا و تام در مراسم خاکسپاری سگ هستند و سارا در حال صحبت درباره ازدواج است، ناگهان دست او از میان گردن تام به شانه او می پرد.[۵]

1. ↑   (به انگلیسی). Roles https://www.famousbirthdays.com/movies/just-married.html. Retrieved October 10, 2020. {{cite web}}: Missing or empty |title= (help)
2. ↑   (به انگلیسی). B.Morphy https://m.famousfix.com/topic/just-married. Retrieved October 10, 2019. {{cite web}}: Missing or empty |title= (help)
3. ↑   (به انگلیسی). Mercedes Benz https://m.famousfix.com/topic/just-married. Retrieved October 10, 2019. {{cite web}}: Missing or empty |title= (help)
4. ↑   (به انگلیسی). Car https://www.tribute.ca/news/photo-galleries/always-a-bridesmaid-never-a-bride/just-married-2003/. Retrieved October 10, 2019. {{cite web}}: Missing or empty |title= (help)
5. ↑   (به انگلیسی). Goofs https://www.moviemistakes.com/film3010. Retrieved October 10, 2019. {{cite web}}: Missing or empty |title= (help)